# Eurolega 2008-2009
L'Eurolega 2008-2009 è stata la 44ª edizione (la 2ª con la denominazione attuale) della massima competizione europea. Il torneo è iniziato il 18 ottobre 2008 e si è concluso il 3 maggio 2009 con la final eight al PalaSind di Bassano del Grappa, in Italia.
A vincere il trofeo è stato il Reus Deportiu, al settimo successo nella manifestazione, che ha battuto in finale ai rigori il Vic. Gli spagnoli hanno ottenuto la possibilità di sfidare i vincitori della Coppa CERS 2008-2009 nella Coppa Continentale 2009-2010.
Il Barcellona era campione in carica, dopo aver vinto per la diciottesima volta la competizione nella precedente edizione.

## Formula
A partire da questa stagione la competizione vide un nuovo cambiamento nel formato. Nella prima fase i sedici club partecipanti vennero divisi in quattro gruppi da quattro squadre ciascuno i quali vennero disputati tramite la formula del girone all'italiana con gare di andata e ritorno. Le prime due classificate si qualificarono direttamente per le final eight che vennero disputate con la formula dell'eliminazione diretta in tre turni e cioè quarti di finale, semifinali e finale.

## Date
| Fase          | Turno            | Andata                          | Ritorno                         |
| ------------- | ---------------- | ------------------------------- | ------------------------------- |
| Fase a gironi | Prima giornata   | 18 ottobre 2008                 | 18 ottobre 2008                 |
| Fase a gironi | Seconda giornata | 15 novembre 2008                | 15 novembre 2008                |
| Fase a gironi | Terza giornata   | 13 dicembre 2008                | 13 dicembre 2008                |
| Fase a gironi | Quarta giornata  | 17 gennaio 2009                 | 17 gennaio 2009                 |
| Fase a gironi | Quinta giornata  | 13 febbraio 2009                | 13 febbraio 2009                |
| Fase a gironi | Sesta giornata   | 14 marzo 2009                   | 14 marzo 2009                   |
| Final Eight   | Quarti di finale | dal 30 aprile al 1º maggio 2009 | dal 30 aprile al 1º maggio 2009 |
| Final Eight   | Semifinali       | 2 maggio 2009                   | 2 maggio 2009                   |
| Final Eight   | Finale           | 3 maggio 2009                   | 3 maggio 2009                   |

## Squadre partecipanti
| Nazione     | Club              | Città                  | Qualificazione                                                                              |
| ----------- | ----------------- | ---------------------- | ------------------------------------------------------------------------------------------- |
| Francia     | Quévert           | Quévert                |                                                                                             |
| Germania    | Iserlohn          | Iserlohn               |                                                                                             |
| Inghilterra | Herne Bay United  | Herne Bay              |                                                                                             |
| Italia      | Bassano 54        | Bassano del Grappa     | 2º in Serie A1 2007-2008, semifinale dei play-off                                           |
| Italia      | Follonica         | Follonica              | 1º in Serie A1 2007-2008, vince i play-off, campione d'Italia                               |
| Italia      | Marzotto Valdagno | Valdagno               | 5º in Serie A1 2007-2008, semifinale dei play-off                                           |
| Portogallo  | Barcelos          | Barcelos               | 5º in 1ª Divisão 2007-2008, quarti di finale dei play-off                                   |
| Portogallo  | Porto             | Porto                  | 1º in 1ª Divisão 2007-2008, vince i play-off, campione del Portogallo                       |
| Spagna      | Barcellona        | Barcellona             | Campione d'Europa in carica e 1º in OK Liga 2007-2008, vince i play-off, campione di Spagna |
| Spagna      | Igualada          | Igualada               | 8º in OK Liga 2007-2008, quarti di finale dei play-off                                      |
| Spagna      | Liceo La Coruña   | La Coruña              | 3º in OK Liga 2007-2008, semifinale dei play-off                                            |
| Spagna      | Noia              | Sant Sadurní d'Anoia   | 5º in OK Liga 2007-2008, semifinale dei play-off                                            |
| Spagna      | Reus Deportiu     | Reus                   | 2º in OK Liga 2007-2008, finale dei play-off                                                |
| Spagna      | Tenerife          | Santa Cruz de Tenerife | 7º in OK Liga 2007-2008, quarti di finale dei play-off                                      |
| Spagna      | Vic               | Vic                    | 4º in OK Liga 2007-2008, quarti di finale dei play-off                                      |
| Spagna      | Vilanova          | Vilanova i la Geltrú   | 10º in OK Liga 2007-2008                                                                    |

## Risultati

### Fase a gironi

#### Girone A
| Squadra           | Pt | G | V | N | P | GF | GS | DG  |
| ----------------- | -- | - | - | - | - | -- | -- | --- |
| Barcellona        | 13 | 6 | 4 | 1 | 1 | 20 | 9  | +11 |
| Vic               | 12 | 6 | 4 | 0 | 2 | 25 | 15 | +10 |
| Marzotto Valdagno | 10 | 6 | 3 | 1 | 2 | 23 | 12 | +11 |
| Iserlohn          | 0  | 6 | 0 | 0 | 6 | 8  | 40 | -32 |

| Iserlohn 18 ottobre 2008 1ª giornata | Iserlohn | 2 – 7 | Barcellona | Hembergsporthalle |

| Vic 18 ottobre 2008 1ª giornata | Vic | 3 – 2 | Marzotto Valdagno | Pavelló Olímpic |

| Barcellona 15 novembre 2008 2ª giornata | Barcellona | 2 – 3 | Vic | Palau Blaugrana |

| Valdagno 15 novembre 2008 2ª giornata | Marzotto Valdagno | 4 – 2 | Iserlohn | Palalido |

| Valdagno 13 dicembre 2008 3ª giornata | Marzotto Valdagno | 2 – 2 | Barcellona | Palalido |

| Vic 13 dicembre 2008 3ª giornata | Vic | 9 – 2 | Iserlohn | Pavelló Olímpic |

| Barcellona 17 gennaio 2009 4ª giornata | Barcellona | 4 – 0 | Iserlohn | Palau Blaugrana |

| Valdagno 17 gennaio 2009 4ª giornata | Marzotto Valdagno | 4 – 3 | Vic | Palalido |

| Iserlohn 13 febbraio 2009 5ª giornata | Iserlohn | 0 – 10 | Marzotto Valdagno | Hembergsporthalle |

| Vic 13 febbraio 2009 5ª giornata | Vic | 1 – 3 | Barcellona | Pavelló Olímpic |

| Barcellona 14 marzo 2009 6ª giornata | Barcellona | 2 – 1 | Marzotto Valdagno | Palau Blaugrana |

| Iserlohn 14 marzo 2009 6ª giornata | Iserlohn | 2 – 6 | Vic | Hembergsporthalle |

#### Girone B
| Squadra  | Pt | G | V | N | P | GF | GS | DG  |
| -------- | -- | - | - | - | - | -- | -- | --- |
| Noia     | 13 | 6 | 4 | 1 | 1 | 22 | 16 | +6  |
| Porto    | 11 | 6 | 3 | 2 | 1 | 33 | 12 | +21 |
| Igualada | 10 | 6 | 3 | 1 | 2 | 24 | 17 | +7  |
| Quévert  | 0  | 6 | 0 | 0 | 6 | 7  | 41 | -34 |

| Sant Sadurní d'Anoia 18 ottobre 2008 1ª giornata | Noia | 6 – 4 | Igualada | Pavelló Ateneu Agrícola |

| Dinan 18 ottobre 2008 1ª giornata | Quévert | 1 – 11 | Porto | Salle Némée |

| Igualada 15 novembre 2008 2ª giornata | Igualada | 8 – 1 | Quévert | Poliesportiu Les Comes |

| Porto 15 novembre 2008 2ª giornata | Porto | 4 – 4 | Noia | Dragão Caixa |

| Igualada 13 dicembre 2008 3ª giornata | Igualada | 3 – 3 | Porto | Poliesportiu Les Comes |

| Sant Sadurní d'Anoia 13 dicembre 2008 3ª giornata | Noia | 5 – 1 | Quévert | Pavelló Ateneu Agrícola |

| Igualada 17 gennaio 2009 4ª giornata | Igualada | 4 – 1 | Noia | Poliesportiu Les Comes |

| Porto 17 gennaio 2009 4ª giornata | Porto | 10 – 0 | Quévert | Dragão Caixa |

| Sant Sadurní d'Anoia 13 febbraio 2009 5ª giornata | Noia | 3 – 2 | Porto | Pavelló Ateneu Agrícola |

| Dinan 13 febbraio 2009 5ª giornata | Quévert | 3 – 4 | Igualada | Salle Némée |

| Porto 14 marzo 2009 6ª giornata | Porto | 1 – 3 | Igualada | Dragão Caixa |

| Dinan 14 marzo 2009 6ª giornata | Quévert | 1 – 3 | Noia | Salle Némée |

#### Girone C
| Squadra          | Pt | G | V | N | P | GF | GS | DG  |
| ---------------- | -- | - | - | - | - | -- | -- | --- |
| Reus Deportiu    | 14 | 6 | 4 | 2 | 0 | 35 | 13 | +22 |
| Bassano 54       | 11 | 6 | 3 | 2 | 1 | 50 | 10 | +40 |
| Tenerife         | 9  | 6 | 3 | 0 | 3 | 38 | 12 | +26 |
| Herne Bay United | 0  | 6 | 0 | 0 | 6 | 5  | 93 | -88 |

| Herne Bay 18 ottobre 2008 1ª giornata | Herne Bay United | 0 – 10 | Tenerife | The Bay Arena |

| Reus 18 ottobre 2008 1ª giornata | Reus Deportiu | 2 – 2 | Bassano 54 | Pavelló Olímpic |

| Bassano del Grappa 15 novembre 2008 2ª giornata | Bassano 54 | 19 – 0 | Herne Bay United | PalaSind |

| Santa Cruz de Tenerife 15 novembre 2008 2ª giornata | Tenerife | 1 – 2 | Reus Deportiu | Pabellón Pancho Camurria |

| Bassano del Grappa 13 dicembre 2008 3ª giornata | Bassano 54 | 3 – 2 | Tenerife | PalaSind |

| Sant Sadurní d'Anoia 13 dicembre 2008 3ª giornata | Noia | 5 – 1 | Quévert | Pavelló Ateneu Agrícola |

| Bassano del Grappa 17 gennaio 2009 4ª giornata | Bassano 54 | 3 – 3 | Reus Deportiu | PalaSind |

| Santa Cruz de Tenerife 17 gennaio 2009 4ª giornata | Tenerife | 19 – 1 | Herne Bay United | Pabellón Pancho Camurria |

| Herne Bay 13 febbraio 2009 5ª giornata | Herne Bay United | 0 – 21 | Bassano 54 | The Bay Arena |

| Reus 13 febbraio 2009 5ª giornata | Reus Deportiu | 4 – 3 | Tenerife | Pavelló Olímpic |

| Herne Bay 14 marzo 2009 6ª giornata | Herne Bay United | 4 – 7 | Reus Deportiu | The Bay Arena |

| Santa Cruz de Tenerife 14 marzo 2009 6ª giornata | Tenerife | 3 – 2 | Bassano 54 | Pabellón Pancho Camurria |

#### Girone D
| Squadra         | Pt | G | V | N | P | GF | GS | DG  |
| --------------- | -- | - | - | - | - | -- | -- | --- |
| Follonica       | 13 | 6 | 4 | 1 | 1 | 19 | 11 | +8  |
| Liceo La Coruña | 12 | 6 | 4 | 0 | 2 | 17 | 10 | +7  |
| Vilanova        | 7  | 6 | 2 | 1 | 3 | 12 | 14 | -2  |
| Barcelos        | 3  | 6 | 1 | 0 | 5 | 9  | 22 | -13 |

| Follonica 18 ottobre 2008 1ª giornata | Follonica | 5 – 2 | Barcelos | Pista Armeni |

| Vilanova i la Geltrú 18 ottobre 2008 1ª giornata | Vilanova | 4 – 0 | Liceo La Coruña | Pavelló de les Casernes |

| Barcelos 15 novembre 2008 2ª giornata | Barcelos | 1 – 3 | Vilanova | Pavilhão Municipal |

| La Coruña 15 novembre 2008 2ª giornata | Liceo La Coruña | 1 – 0 | Follonica | Pazo dos Deportes de Riazor |

| Barcelos 13 dicembre 2008 3ª giornata | Barcelos | 3 – 3 | Liceo La Coruña | Pavilhão Municipal |

| Follonica 13 dicembre 2008 3ª giornata | Follonica | 3 – 3 | Vilanova | Pista Armeni |

| Barcelos 17 gennaio 2009 4ª giornata | Barcelos | 1 – 2 | Follonica | Pavilhão Municipal |

| La Coruña 17 gennaio 2009 4ª giornata | Liceo La Coruña | 2 – 0 | Vilanova | Pazo dos Deportes de Riazor |

| Follonica 13 febbraio 2009 5ª giornata | Follonica | 4 – 3 | Liceo La Coruña | Pista Armeni |

| Vilanova i la Geltrú 13 febbraio 2009 5ª giornata | Vilanova | 1 – 3 | Barcelos | Pavelló de les Casernes |

| La Coruña 14 marzo 2009 6ª giornata | Liceo La Coruña | 6 – 0 | Barcelos | Pazo dos Deportes de Riazor |

| Vilanova i la Geltrú 14 marzo 2009 6ª giornata | Vilanova | 1 – 5 | Follonica | Pavelló de les Casernes |

### Final Eight
Le Final Eight della manifestazione si sono disputate presso il PalaSind a Bassano del Grappa dal 30 aprile al 3 maggio 2009.
|  | Quarti di finale | Quarti di finale | Quarti di finale |            |                 | Semifinali      | Semifinali | Semifinali |  |  | Finale | Finale | Finale |  |
|  |                  |                  |                  |            |                 |                 |            |            |  |  |        |        |        |  |
|  | Barcellona       | Barcellona       | 2(1)             |            |                 |                 |            |            |  |  |        |        |        |  |
|  | Barcellona       | Barcellona       | 2(1)             |            |                 |                 |            |            |  |  |        |        |        |  |
|  | Reus Deportiu    | Reus Deportiu    | 2(2)             |            |                 |                 |            |            |  |  |        |        |        |  |
|  | Reus Deportiu    | Reus Deportiu    | 2(2)             |            | Reus Deportiu   | Reus Deportiu   | 7          |            |  |  |        |        |        |  |
|  |                  |                  |                  |            | Reus Deportiu   | Reus Deportiu   | 7          |            |  |  |        |        |        |  |
|  |                  |                  | Bassano 54       | Bassano 54 | 1               |                 |            |            |  |  |        |        |        |  |
|  | Bassano 54       | Bassano 54       | Bassano 54       | Bassano 54 | 1               | 3               |            |            |  |  |        |        |        |  |
|  | Bassano 54       | Bassano 54       |                  |            |                 |                 |            |            |  |  |        |        |        |  |
|  | Porto            | Porto            | 2                |            |                 |                 |            |            |  |  |        |        |        |  |
|  | Porto            | Porto            | 2                |            | Reus Deportiu   | Reus Deportiu   | 2(2)       |            |  |  |        |        |        |  |
|  |                  |                  |                  |            |                 |                 |            |            |  |  |        |        |        |  |
|  |                  |                  | Vic              | Vic        | 2(1)            |                 |            |            |  |  |        |        |        |  |
|  | Noia             | Noia             | Vic              | Vic        | 2(1)            | 2               |            |            |  |  |        |        |        |  |
|  | Noia             | Noia             |                  |            |                 |                 |            |            |  |  |        |        |        |  |
|  | Liceo La Coruña  | Liceo La Coruña  | 5                |            |                 |                 |            |            |  |  |        |        |        |  |
|  | Liceo La Coruña  | Liceo La Coruña  | 5                |            | Liceo La Coruña | Liceo La Coruña | 1          |            |  |  |        |        |        |  |
|  |                  |                  |                  |            | Liceo La Coruña | Liceo La Coruña | 1          |            |  |  |        |        |        |  |
|  |                  |                  | Vic              | Vic        | 4               |                 |            |            |  |  |        |        |        |  |
|  | Follonica        | Follonica        | Vic              | Vic        | 4               | 3               |            |            |  |  |        |        |        |  |
|  | Follonica        | Follonica        |                  |            |                 |                 |            |            |  |  |        |        |        |  |
|  | Vic              | Vic              | 4                |            |                 |                 |            |            |  |  |        |        |        |  |